# Акчинское ханство
Акчинское ханство (узб. Aqcha xonligi, Акча хонлиги) — узбекское государство, существовавшее в Северном Афганистане в XVIII—XIX веках. Последним ханом был Ишан-Аурах.
В середине XIX в. среди прочих левобережных ханств афганским эмиром Дост Мухаммадом (1826—1863) была завоевана Акча. В 1859 г. между Бухарой и Афганистаном было заключено соглашение, по которому границей между ними признавалась в основном река Аму-Дарья. Окончательное подчинение Акчи произошло в 60—70-х годах XIX в. при Шир-'Али-хане, преемнике Дуст-Мухаммада.
В 1878 году полковник Гродеков при поездке в Афганистан упоминал о Акчинском ханстве:

Н. И. Гродеков. 1883.
Ханство Акча присоединено к Афганистану 30 лет тому назад. Последний хан был Ишан-Аурах, он умер в плену в Кабуле.